# Umm al-Fahm
Umm al-Fahm (Arabisch:أمّ الفحم, Hebreeuws: אֻם אל-פַחְם) is een Israëlische stad die gelegen is in het oosten van het district Haifa bij de Groene Lijn. De bevolking bestaat uitsluitend uit Israëliërs van Palestijnse afkomst, evenals de andere steden in de zogenoemde Driehoek in Israël.

## Straatnamen
Verreweg de meeste straten in Umm al-Fahm hebben geen namen maar nummers. Dat is het gevolg van onenigheid met het ministerie van Binnenlandse Zaken over namen die door de Palestijns-Israëlische gemeenschap aangedragen worden. Het betreft namen van Palestijnse iconen, zoals verzetsdichter Mahmoed Darwiesj of Nobelprijswinnaar (samen met Yitzhak Rabin en Shimon Peres) Yasser Arafat. De landelijke overheid accepteert deze namen niet, hetgeen problemen oplevert voor de postbezorging. Uitwijken naar postbussen is niet mogelijk, want daar zijn er te weinig van. In februari 2018 zei Knessetlid Jabarin, uit Umm al-Fahm, hierover: De Israëlische afwijzing van deze zaak maakt deel uit van een beleid dat erop gericht is ons onze Palestijnse nationale identiteit te ontzeggen en ons Palestijns verhaal met de namen van onze leiders uit te wissen om te voorkomen dat toekomstige generaties over hen zouden leren.